# 바버라 와그너
바버라 아일리엔 와그너(영어: Barbara Aileen Wagner, 1938년 5월 8일~)는 캐나다의 피겨 스케이팅 선수이다. 그녀는 1952년에 로버트 폴과 협력했다. 그들은 1960년 올림픽에서 우승했고, 세계 선수권 대회에서 4연패했다. 현역에서 은퇴한후, 와그너는 아이스 카패드를 여행했다.
와그너는 미국의 피겨 스케이팅 선수 제임스 그로간과 결혼했다.

## 대회 성적
| Event            | 1955 | 1956 | 1957 | 1958 | 1959 | 1960 |
| ---------------- | ---- | ---- | ---- | ---- | ---- | ---- |
| 동계 올림픽      |      | 6위  |      |      |      | 1위  |
| 세계 선수권 대회 | 5위  | 5위  | 1위  | 1위  | 1위  | 1위  |